# DFW B.I
Il DFW B.I, designazione aziendale MD 14, era un monomotore biplano sviluppato dall'azienda tedesco imperiale Deutsche Flugzeugwerke GmbH (DFW) nei primi anni dieci del XX secolo.
Adottato dalla Luftstreitkräfte, la componente aerea del Deutsches Heer (l'esercito imperiale tedesco), venne utilizzato in diversi ruoli, aereo da osservazione, da ricognizione e in generale quelli che prevedevano la cooperazione con l'esercito, fu uno dei primi modelli entrare in servizio ed uno dei numerosi B-Typ, così com'erano identificati secondo il sistema di designazione Idflieg, utilizzati nelle fasi iniziali della prima guerra mondiale.

## Storia del progetto
Durante l'inizio del primo decennio del ventesimo secolo iniziò ad affermarsi la convinzione che i nuovi mezzi aerei più pesanti dell'aria potessero essere efficacemente utilizzati in ambito militare in quanto potenzialmente tatticamente più flessibili degli aerostati. In quell'ambito l'Idflieg, l'organismo militare deputato alla gestione dell'arma aerea dell'esercito tedesco imperiale, emise una specifica per la fornitura di un velivolo da destinare a missioni di ricognizione ed osservazione aerea, quella relativa ai modelli a velatura biplana e identificati B-Typ come previsto dall'introduzione del sistema di identificazione.
Alla richiesta rispose la Deutsche Flugzeugwerke con un modello dall'impostazione generale che risulterà convenzionale per la tipologia ed il periodo, monomotore biposto con velatura biplana e carrello fisso, tuttavia dotato di una caratteristica coppia di ali dalla pianta non rettilinea, con i bordi di attacco e di uscita che lo rendevano facilmente identificabile tra i suoi pari ruolo. Il disegno dell'ala ricordava quella adottata dal monoplano Etrich Taube, del quale la DFW aveva acquistato una licenza e che produceva in una variante metallica con il nome di "Stahltaube". La vistosa curvatura all'indietro gli procurò in seguito un amichevole soprannome coniato dai suoi equipaggi, "Fliegende Banane" ovvero "Banana volante".
Ai comandi di un MD 14 Heinrich Oelerich, nel luglio 1914, riuscì a conquistare un nuovo primato mondiale di altezza pilotando il velivolo fino alla quota di 8 150 m (26 740 ft).

## Utilizzatori
Germania
- Luftstreitkräfte

### Periodici
- (EN) The D.F.W. military monoplane, in Flight, Sutton, Surrey - UK, Reed Business Information Ltd., 8 novembre 1913,  pp. 1216-8. URL consultato il 9 novembre 2013.